# Иммореев, Игорь Яковлевич
Игорь Яковлевич Иммореев (14 мая 1930, Москва — 11 ноября 2012, Москва)— российский учёный, конструктор вооружений, лауреат Государственной премии СССР (1980).

## Биография
Окончил Ленинградское высшее мореходное училище (1954), радиоинженер.
В 1958—1993 работал в Яузском радиотехническом институте. Научный руководитель и главный конструктор разработок новых радиолокаторов.
Доктор технических наук (1984), профессор, заведующий кафедрой «Аналоговые и цифровые радиоэлектронные системы» МАИ.

## Научные труды
Автор (соавтор) более 100 научных работ в области радиолокации, прикладных вопросов электродинамики и информатики, в том числе 5 монографий.
Публикации
- Физические основы формирования и обработки радиосигналов : Учеб. пособие / И. Я. Иммореев ; Моск. гос. авиац. ин-т (техн. ун-т). — М. : Изд-во МАИ, 1994. — 20 см. Ч. 1. — М. : Изд-во МАИ, 1994. — 77,[1] с. : ил.; ISBN 5-7035-1198-4 :
- Радиоимпульсное преобразование частоты [Текст] / В. И. Григулевич, И. Я. Иммореев. — Москва : Сов. радио, 1966. — 335 с., 1 л. табл. : ил.; 21 см.
- Основы теории радиолокационных систем с антенными решетками : Учеб. пособие / Б. М. Вовшин, И. Я. Иммореев; Моск. авиац. ин-т им. С. Орджоникидзе. — М. : Изд-во МАИ, 1993. — 83,[1] с. : ил.; 20 см; ISBN 5-7035-0791-X :

## Награды и звания
- Государственная премия СССР (1980);
- Заслуженный деятель науки Российской Федерации (2000).